# Păltiniș, Buzău
Păltiniș este un sat în comuna Gura Teghii din județul Buzău, Muntenia, România. Se află în partea nord-vestică, muntoasă, a județului, în zona Masivului Penteleu.
1. ↑  „Recensământul Populației și al Locuințelor 2002 - populația unităților administrative pe etnii”. Kulturális Innovációs Alapítvány (KIA.hu - Fundația Culturală pentru Inovație). Arhivat din original la 14 octombrie 2013. Accesat în 6 august 2013.